# 佐洛奇夫 (哈爾科夫州)

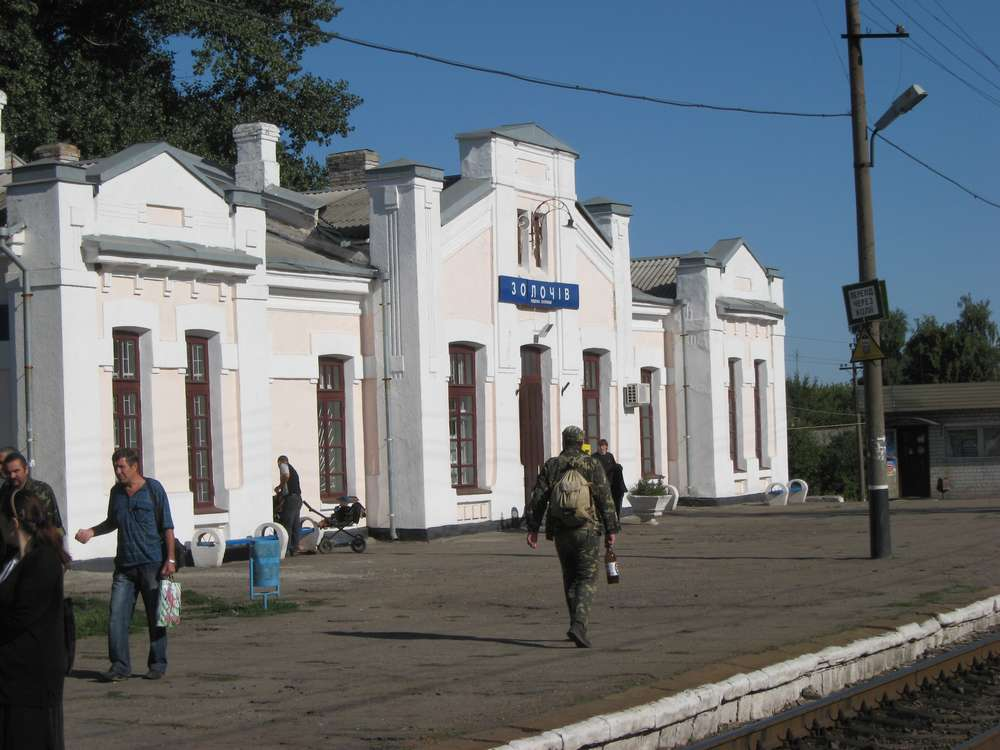
佐洛奇夫火车站

佐洛奇夫（烏克蘭語：Золочів）是烏克蘭東部哈爾科夫州博霍杜希夫區佐洛奇夫市镇内的鎮及其行政中心。始建於1627年，面積10.67平方公里，2017年人口8,724，人口密度每平方公里1,077.32人。